# Verger bispinus
Verger bispinus är en nattsländeart som först beskrevs av Schmid 1957.  Verger bispinus ingår i släktet Verger och familjen husmasknattsländor. Inga underarter finns listade i Catalogue of Life.